# Вербовое (Черниговская область)
Вербовое (укр. Вербове; до 2016 года — укр. Карла Маркса) — село в Носовском районе Черниговской области Украины. Население 97 человек. Занимает площадь 0,48 км².
Код КОАТУУ: 7423880503. Почтовый индекс: 17141. Телефонный код: +380 4642.

## Власть
Орган местного самоуправления — Анновский сельский совет. Почтовый адрес: 17151, Черниговская обл., Носовский р-н, с. Анновка, ул. Украинская, 5.